# Samiska flaggan
Den samiska flaggan eller Samelands flagga (nordsamiska: Sámi leavga) för Sápmi antogs vid samekonferensen i Åre den 15 augusti 1986. Den var resultatet av en tävling, och vinnarbidraget kom från konstnären Astrid Båhl från Skibotn i Norge.
Motivet härstammar från schamanens trumma och dikten "Paiven parneh" ("Solens söner") av sydsamen Anders Fjellner (1795-1876). Fjellner beskrev samerna som solens söner och döttrar. Flaggans cirkel står för andlighet och representerar solen (röd) och månen (blå). Grönt symboliserar växter/natur, blått symboliserar vattnet som är ett livselixir, rött symboliserar elden, värme och kärlek. Gult symboliserar solen. Den har samefärgerna röd, grön, gul och blå som kommer från den traditionella samiska dräkten, kolten.
Flaggan används i hela Sápmi och av alla samer. Eftersom den inte är en nationsflagga, ska den vid flaggning bredvid en nationsflagga hissas på den heraldiskt vänstra flaggstången.

## Flaggdagar

Den gamla inofficiella samiska flaggan från 1977

Flaggan får hissas vid valfria tillfällen för att markera bemärkelsedagar eller samiska begivenheter. Det finns elva officiellt stadgade samiska flaggdagar:
- 6 februari: Samernas nationaldag.
- 2 mars: För att fira att sametinget i Finland ombildades och nyinvigdes 1996.
- 25 mars: Jungfru Marie bebådelsedag, en traditionell samisk högtidsdag.
- 24 juni/Midsommardagen: Midsommardagen eller Den helige Johannes Döparens dag är en officiell högtidsdag för samerna. I Sverige är den förlagd till lördagen närmast 24 juni.
- 9 augusti: Förenta Nationernas Internationella dagen för världens ursprungsfolk.
- 15 augusti: För att fira att samiska flaggan godkändes denna dag 1986.
- 18 augusti: För att fira att Samerådets grundades denna dag 1956.
- 26 augusti: För att fira att sametinget i Sverige invigdes denna dag 1993.
- 9 oktober: För att fira att sametinget i Norge invigdes denna dag 1989.
- 9 november: För att fira att delegationen för sameärenden i Finland invigdes denna dag 1973.
- 15 november: För att fira att Isak Saba, författaren av samernas nationalsång Sámi soga lávlla, föddes denna dag 1875.